# مارکوس کولیگ
مارکوس کولیگ (انگلیسی: Markus Kullig؛ زادهٔ ۴ نوامبر ۱۹۷۴) بازیکن فوتبال اهل آلمان است.
از باشگاه‌هایی که در آن بازی کرده‌است می‌توان به باشگاه فوتبال کایزرسلاوترن و باشگاه فوتبال وولفسبورگ اشاره کرد.